# Kadnikov
Kadnikov (ryska Ка́дников) är en stad i Vologda oblast i Ryssland. Folkmängden uppgick år 2015till cirka 4 600 invånare.